# Calicalicus madagascariensis
Calicalicus madagascariensis е вид птица от семейство Vangidae.

## Разпространение
Видът е разпространен в Мадагаскар.